# ميري شانون
ميري شانون (بالإنجليزية: Merry Shannon)‏ (12 يونيو 1979، ساكرامنتو في الولايات المتحدة)؛ روائية أمريكية.